# 浦添御殿の墓
浦添御殿の墓（うらそえうどぅんのはか）は、沖縄県浦添市沢岻にある琉球王族・浦添御殿の墓である。墓様式は沖縄地方特有の亀甲墓である。浦添市の指定史跡。

## 概要
浦添御殿は、第二尚氏王統第14代尚穆王の次男・尚図、浦添王子朝央（1762年 - 1797年）を元祖とする御殿（うどぅん、王家分家）である。一世・朝央は、尚穆王、尚温王の摂政を務めた。この朝央を葬るために造られたのが、浦添御殿の墓である。正確な造墓年は不明であるが、朝央が「沢岻之墓」に葬られたと『王代記』に記されているので、18世紀末には完成していたと推定されている。以後、この墓は浦添御殿の歴代墓となった。
墓本体は、グヤガーモーと呼ばれる丘陵を背にして、南面して造られている。大きさは東西（幅）20メートル、南北（奥行き）27メートルと、浦添市内の亀甲墓としては最大級の規模を誇る。墓室正面に使われている鏡石は縦1.4メートル、横3.4メートルと巨大なものであり、当時の石工技術の高さをうかがい知ることができる。墓室正面左右から屏風状に展開する袖石は各三段からなる立派なもので、被葬者の身分（王族）の高さと御殿墓としての格式の高さを表している。
墓室上部のマユ（眉）と呼ばれる唐破風状の屋根は端が反り上がり、近世後期の亀甲墓に特有の形をしている。これは伊江御殿墓や宜野湾御殿の墓といった初期の亀甲墓の緩やかな反りのマユとは対照的である。また、墓口からマユまでの幅も広く、やはり後期亀甲墓の特徴を示している。
墓室内部は正面に三段、左右に各一段の厨子甕（蔵骨器）を安置する棚が設けられている。正面棚の一段目には磁器質の板が十数枚並べられており、そこには被葬者の名前や死亡年、洗骨年が記されていた。こうした磁器板は他の墓にほとんど類例を見ないこの墓特有のものである。厨子甕は一世・朝央をはじめ歴代当主のほかに、現在では記録がほとんど残っていない浦添王子朝郁なる人物のものも納められている。
袖石からは墓庭を取り囲む袖垣が続いている。袖垣の石積みは扇状の石からなる相方積みである。袖垣の角には隅頭石と呼ばれる突起状の石が配されている。墓庭には、宜野湾御殿の墓同様、低めのヒンプン（屏風）が設置されている。ヒンプンの石積みは相方積みである。階段は設けられていないが、墓庭入口（門）並びにヒンプンの横で少し段差を設けて、墓室の位置を入口より若干高くしている。ヒンプン横の通路は、宜野湾御殿の墓よりもずっと幅を広く取っており、設計思想の変化が見られる。墓から南東の位置にはかつては墓番の屋敷もあった。
浦添御殿の墓は、沖縄戦で屋根に砲弾を受けて墓室の一部に穴が開くなど、大きな被害を被った。2008（平成20）年、浦添市の史跡に指定され、2012（平成24）年には修復が完了して、往時の雄大な姿がよみがえった。